# (52470) 1995 ST2
1995 أس تي 2 (ويعرف أيضًا باسم (52470) 1995 أس تي 2 وفق تسمية الكوكب الصغير) (بالإنجليزية: 1995 ST2)‏ هو كويكب ضمن حزام الكويكبات؛ وترتيبه 52470 من حيث الاكتشاف.
اكتُشف هذا الجُرم الفلكي بواسطة هيروشي كانيدا في 20 سبتمبر 1995.

## وصلات خارجية
- (52470) 1995 ST2 في قاعدة بيانات مختبر الدفع النفاث لأجرام النظام الشمسي الصغيرة

- الاكتشاف · مخطط المدار ·  العناصر المدارية · المعلمات المادية

- (52470) 1995 ST2 على موقع ويكي سكاي: DSS2, SDSS, GALEX, IRAS, Hydrogen α, X-Ray, Astrophoto, Sky Map, Articles and images